# Idriej
Idriej (grško starogrško Ἱδριεύς: Idrieus) je bil od leta 351 do 344 pr. n. št. satrap (guverner) perzijske satrapije Karije v jugozahodni Mali Aziji in četrti vladar iz Hekatomnidske dinastije, * ni znano, † 344 pr. n. št.. 

## Družina
Idriej je bil drugi sin Hekatomna, ki je leta 391 pr. n. št. postal satrap Karije. Po smrti ga je leta 377 pr. n. št. nasledil najstarejši sin Mavzol, njega pa leta 353 pr. n. št. njegova žena in sestra Artemizija. Po njeni smrti je leta 351 pr. n. št. na prestol prišel Idriej, ki je vladal sedem let. Poročen je bil s svojo sestro in naslednico Ado. Imel je tudi mlajšega brata Piksodarja, ki je bil zadnji vladar iz Hekatomnidske dinastije.

## Življenje
V času Idriejevega prihoda na oblast se je perzijski cesar Artakserks III. odpravil na vojni pohod proti Egiptu, ki je razglasil svojo neodvisnost. Prvi pohod proti združeni vojski Egipčanov in grških najemnikov pod poveljstvom faraona Nektaneba II. se je končal s porazom. Artakserks  je začel tik pred porazom v Sidonu zbirati novo vojsko, meščani feničanskega mesta, nevajeni prisotnosti tako velikega števila vojakov, pa so se temu uprli. Nektaneb II. jim je na pomoč poslal plačance pod poveljstvom Mentorja z Rodosa, potem pa se je upor razširil še na Ciper.  
Leta 343 pr. n. št. je Artakserks III. pooblastil Idrieja, naj zaduši upor na Cipru. Idriej je tja poslal 8000 grških plačancev in 40 trirem pod poveljstvom Atenca Fociona.  Ciprski upor je bil hitro zadušen. Artakserks je istočasno imenoval sirskega satrapa Beleza in kilikijskega satrapa Mazeja za poveljnika ekspedicijske vojske proti Sidonu.  Faraon Nektaneb II. in Mentor Rodoški sta sidonskemu kralju Teneju poslala  na pomoč 40.000 grških plačancev, ki so skupaj s Feničani težko porazili oba satrapa. Perzijci so  bili prisiljeni umakniti se iz Fenicije, upor pa se je razširil na jug v  Judejo in Samarijo.  Artakserks se je zatem odločil proti upornemu Sidonu poslati glavnino svoje vojske s 300.000 vojaki. Sidon je leta 345 pr. n. št. po kratkem obleganju padel, Fenicija pa je bila priključena k satrapiji Kilikiji. Idriej je v tem času h Kariji priključil otoke Kios, Rodos in Kos in s tem povečal bogastvo in politični vpliv svoje satrapije.

## Mavzolej v Halikarnasu
Med njegovo vladavino je bila zaključena gradnja Mavzolove grobnice v Halikarnasu,   ki jo je dala zgraditi njegova sestra in predhodnica Artemizija za svojega pokojnega moža in brata  Mavzola. Dela je zaključil kipar Pteron s streho v obliki stopničasta piramide s 24 stopnicami. Šesti kipar, Pitij, je na vrh strehe dodal marmorno kočijo s štirimi belimi konji. 
Idriej je razen mavzoleja obnovil Zevsovo svetišče na otoku Labranda, mu dogradil  južni in vzhodni dostop in zgradil Dorsko hišo.

## Smrt in zapuščina
Idriej je umrl leta 344 pr. n. št. zaradi vročice, eno leto po zadušitvi satrapske vstaje na zahodu Perzijskega cesarstva. Ma prestolu ga je na njegovo željo nasledila žena (in sestra) Ada. Izbira se je izkazala za veliko napako, ker se z njo ni strinjal mlajši brat Piksodar in je povzročila osebne spore in nestabilnost v Kariji. Nekoč najmočnejša satrapija v Mali Aziji je začela propadati in izgubljati svoj politični pomen. Deset let po Idriejevi smrti je Piksodarja na položaju satrapa nasledil perzijski namestnik Orontobad, s čimer je Hekatomnidska dinastija ugasnila. Orontobada je na mesto satrapa imenoval cesar Darej III., ki se je nameraval poročiti s Piksodarjevo hčerko, da bi dobil naklonjenost lokalnega prebivalstva. Ko je leta 334 pr. n. št. v Karijo prišel Aleksander Veliki, je na mesto satrapa imenoval med ljudmi priljubljajo Ado.

## Vir
- Smith, William (urednik). Dictionary of Greek and Roman Biography and Mythology, "Idrieus", Boston, 1867.

| Idriej Hekatomnidi Rojen: ni znano Umrl: 344 pr. n. št. |                                   |                |
| Vladarski nazivi                                        |                                   |                |
| Predhodnik: Artemizija II.                              | Karijski satrap 351-344 pr. n. št | Naslednik: Ada |